# Peter Skene Ogden
Peter Skene Ogden (também chamado Skeene, Skein ou Skeen), (batizado em 12 de fevereiro de 1790 – 27 de setembro de 1854) foi um comerciante de peles e explorador canadense do Oeste Americano. Durante suas numerosas expedições explorou parte do Oregon, Washington, Nevada, Califórnia, Utah, Idaho e Wyoming.
Não se conhece com exatidão seu ano de nascimento, que pode ser 1774, 1794 ou 1790. Era filho de Isaac Ogden, juiz de Québec. Depois de uma curta temporada com a American Fur Company, incorporou-se à Companhia do Noroeste em 1809.  Seu primeiro posto de trabalho foi em Île-a-la-Crosse, Saskatchewan, em 1810, e em 1814 trabalhou em Green Lake, Saskatchewan, 100 milhas ao sul.  